# Gwara wojskowa
Gwara wojskowa – język zawodowy żołnierzy, składający się głównie ze specyficznego słownictwa (niekiedy nawet sformalizowanego), stojący często w sprzeczności z zasadami poprawnej polszczyzny. Leksyka określa zazwyczaj status żołnierza, jego przynależność do rodzaju wojsk i czynności żołnierza.
Żargon wojskowy może dotyczyć danego rodzaju wojsk, zawiera dużą liczbę akronimów, skrótów, nazw własnych, slangu wojskowego, obejmuje słownictwo formalne, jak również nieformalne. W przypadku dowództw i sztabów NATO mówi się czasami żartobliwie o odmianie języka angielskiego zwanej „NATO English”.